# Astarte esquimalti
Astarte esquimalti is een tweekleppigensoort uit de familie van de Astartidae. De wetenschappelijke naam van de soort is voor het eerst geldig gepubliceerd in 1863 door Baird.